# كلوديا ارسي
كلوديا ارسي (بالإسبانية: Claudia Arce)‏ هي صحفية وعارضة ومغنية وممثلة بوليفية، ولدت في 4 أبريل 1991 في سوكري في بوليفيا.